# Reino do Algarve

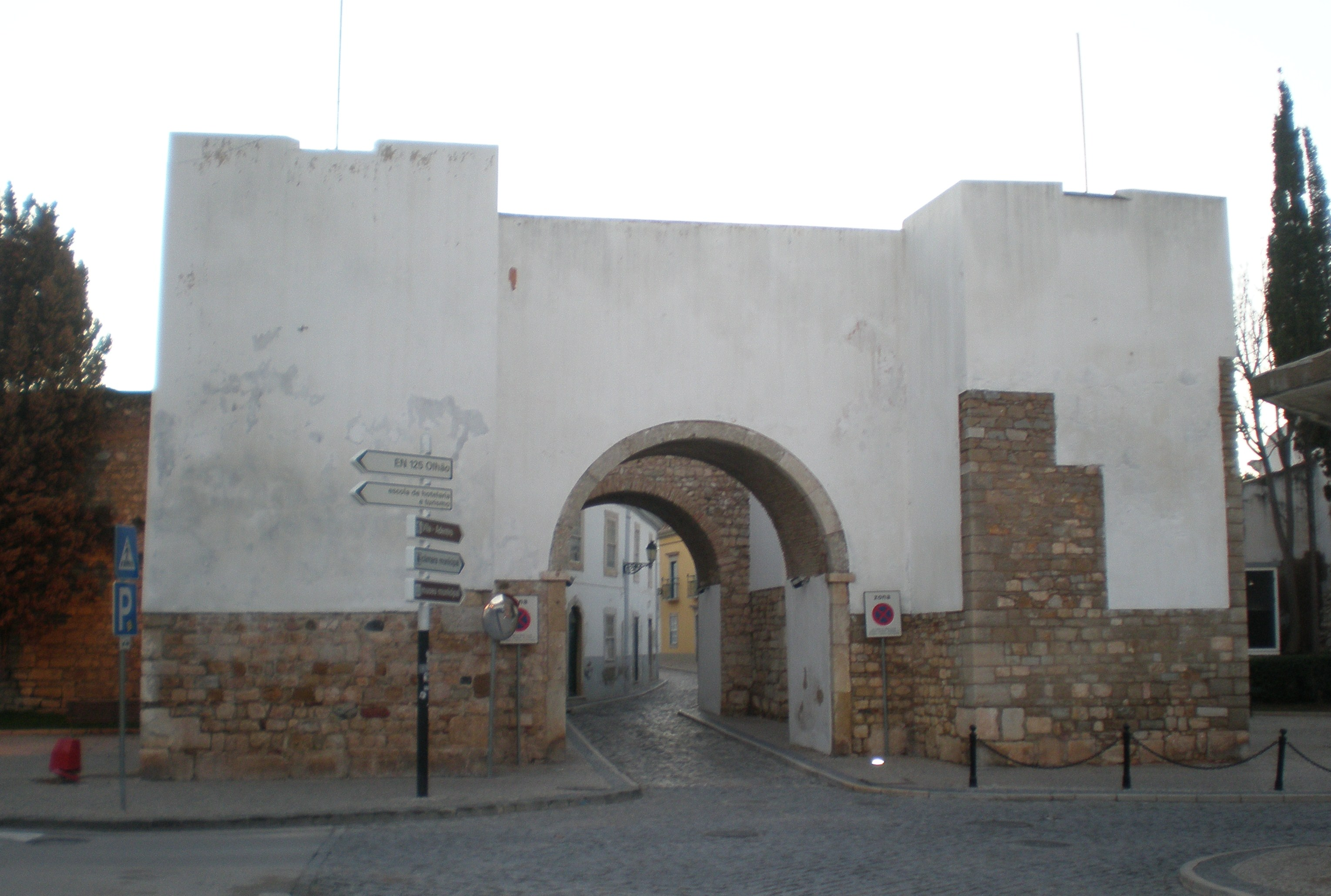
Arco do Repouso nas Muralhas de Faro, onde terá repousado (de acordo com uma lenda) D. Afonso III no "fim" da Reconquista

O Reino do Algarve, ou, após 1471, Reino dos Algarves, foi um reino nominal dentro do Reino de Portugal, localizado na região mais meridional de Portugal continental, até o fim da monarquia em 1910. A partir de 1815, foi um dos reinos integrantes ao Reino Unido de Portugal, Brasil e Algarves, que durou até 1822, quando voltou a ser Reino de Portugal e Algarves.

## História
O Algarve (do árabe "Algarbe Alandalus", Algarbe, «o Ocidente»; do "Al-Andalus"), foi considerado, durante séculos e até à proclamação da República Portuguesa em 5 de outubro de 1910, como o segundo reino da Coroa Portuguesa — um reino de direito separado de Portugal, ainda que de facto não dispusesse de instituições, foros ou privilégios próprios, nem sequer autonomia — na prática, era apenas um título honorífico sobre uma região/comarca que em nada se diferenciava do resto de Portugal.
Note-se, porém, que nunca nenhum rei português foi coroado ou saudado como sendo apenas "Rei do Algarve" — no momento da sagração, era aclamado como "Rei de Portugal e do Algarve" (até 1471), e mais tarde como "Rei de Portugal e dos Algarves" (a partir de 1471).

### Primeira conquista
O título de "Rei do Algarve" foi pela primeira vez utilizado por Sancho I de Portugal, quando da primeira conquista de Silves, em 1189. Silves era apenas uma cidade do Califado Almóada, posto que nesta altura todo o Al-Andalus se achava unificado sob o seu domínio. Assim, D. Sancho usou alternadamente nos seus diplomas as fórmulas "Rei de Portugal e de Silves", ou "Rei de Portugal e do Algarve"; excepcionalmente, conjugou os três títulos no de "Rei de Portugal, de Silves e do Algarve".
O único motivo que pode justificar esta nova intitulação régia prende-se com a tradição peninsular, de agregar ao título do monarca o das conquistas efectuadas (assim, por exemplo, os Reis de Leão e Castela eram também "Reis de Toledo, de Sevilha, etc.")
Com a reconquista muçulmana de Silves, em 1191, o rei cessou de usar este título.

### Reconquista
O Califado Almóada viria a desagregar-se na Hispânia em 1234, dissolvendo-se em vários pequenos emirados, as taifas. O Sul de Portugal ainda em mãos muçulmanas ficou anexado à taifa de Niebla, na moderna Espanha; o seu emir, Muça ibne Maomé ibne Nácer ibne Mafuz, proclamou-se pouco tempo mais tarde "Rei do Algarve" (amir Algarbe), posto que o seu Estado compreendia, de facto, a região mais ocidental do Al-Andalus muçulmano.
Ao mesmo tempo, as conquistas portuguesas e castelhanas para o Sul prosseguiam. No reinado de D. Sancho II conquistaram-se as derradeiras praças alentejanas e ainda a maior parte do Algarve moderno, na margem direita do rio Guadiana; à data da sua deposição e posterior abdicação, restavam do Algarve muçulmano apenas pequenos enclaves em Aljezur, Faro, Loulé e Albufeira, os quais, devido à descontinuidade territorial e à distância que os separava de Niebla, se tornaram independentes do seu domínio.
Assim sendo, de facto, Sancho II de Portugal afigurar-se-ia como o segundo rei português a poder usar o título de Rei do Algarve, na esteira de seu avô — o que provavelmente só não fez devido às suas outras preocupações internas, designadamente a guerra civil que o opôs ao seu irmão, o conde de Bolonha e infante Afonso.
Com efeito, foi este que, subido ao trono em 1248, se encarregou da conquista dos derradeiros enclaves mouriscos no Algarve, assumindo em 1249 o título de "Rei de Portugal e do Algarve", que não mais deixaria de ser utilizado pelos seus sucessores até ao fim da monarquia em Portugal.
O rei de Niebla e emir do Algarve, para obstar às conquistas perpetradas pelos Portugueses nos seus territórios, fez-se vassalo de Afonso X de Castela (o qual passou por isso também a usar o título de Rei do Algarve entre as suas múltiplas conquistas), cedendo-lhe o domínio do Algarve português. Assim, muito provavelmente, a intitulação de Afonso III de Portugal serviria como reacção a esta tomada de posição pelo vizinho castelhano, destinando-se a fortalecer os direitos do monarca português sobre a região em causa (pois que, como já foi dito, à intitulação e ao estatuto de reino não correspondia nem foros nem privilégios nem autonomia própria).
A questão acabou por ser dirimida entre os soberanos de Castela e de Portugal, pelo tratado de Badajoz de 1267; o rei Afonso X desistia das suas pretensões sobre o antigo Algarbe Al-Andalus, fazendo do seu neto D. Dinis o herdeiro do trono do Algarve, o que ditava a sua incorporação a prazo na coroa portuguesa. Reservava, porém, a utilização do título por si e pelos seus descendentes, dado ter adquirido em 1262 os restos do reino de Niebla/ Algarve, situados já além do Odiana – os demais reis de Castela, e depois da Espanha, até à subida ao trono da rainha Isabel II (1833), continuaram a usá-lo entre os seus diversos títulos.

### Além-mar
Em Portugal, o nome do reino algarvio (e o título régio, por consequência), sofreram algumas pequenas mudanças oficiais com as conquistas norte-africanas, cujo território era considerado o prolongamento natural do Reino do Algarve. Assim, João I de Portugal acrescentou à sua intitulação de "Rei de Portugal e do Algarve", o nome de "Senhor de Ceuta"; seu neto Afonso V, por sua vez, chamou-se sucessivamente "Senhor de Ceuta e de Alcácer-Ceguer em África" (após 1458), e em 1471, com a conquista de Arzila, Tânger e Larache, reuniu as praças norte-africanas no título de "Algarve d’além-mar em África", ficando o Algarve europeu a ser o "Algarve d’aquém-mar".
Assim, foi só em 1471 que o "Reino do Algarve" deu lugar ao "Reino dos Algarves", devido à elevação dos senhorios norte-africanos da coroa portuguesa à condição de reino.  Os reis de Portugal adoptaram por conseguinte o título que viriam a usar até à queda da Monarquia: "Reis de Portugal e dos Algarves d’aquém e d’além-mar em África" — isto mesmo depois do abandono da última praça marroquina em mãos portuguesas (Mazagão, em 1769).

### Conflitos oitocentistas

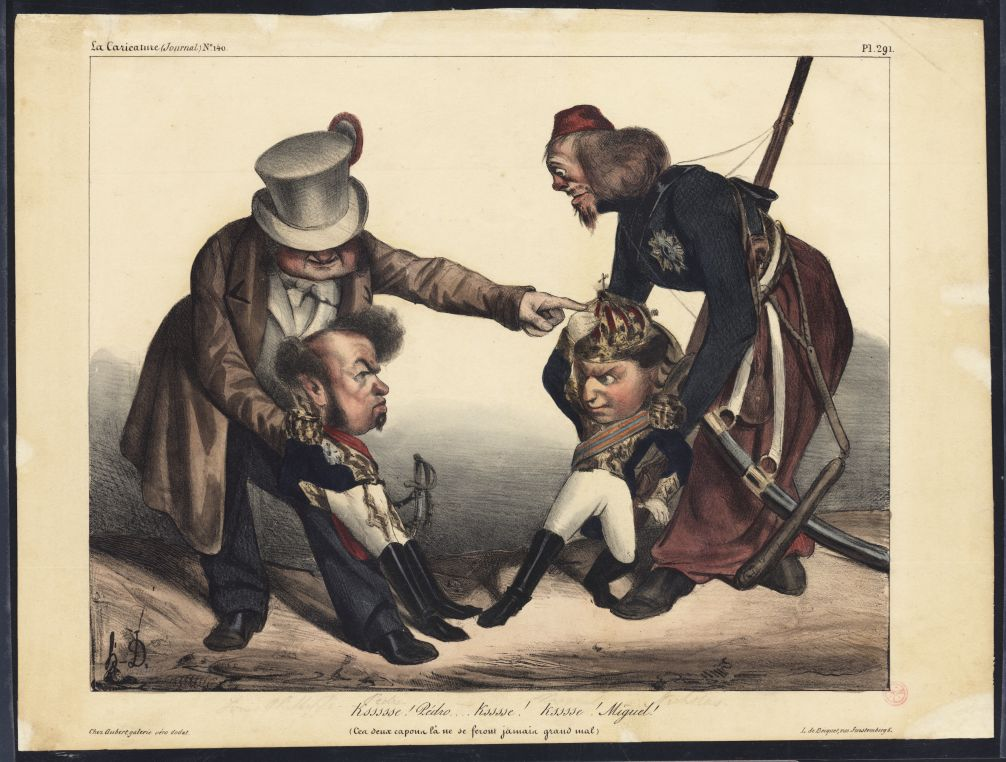
Caricatura representando D. Pedro IV e D. Miguel I a brigar pela coroa portuguesa, por Honoré Daumier, 1833.

No Século XIX, os graves confrontos entre Liberais e Absolutistas, causaram lutas fraticidas. A invasão dos liberais Portugueses deu-se pela costa Algarvia, tendo sido Cacela o sitio escolhido. Após o fim da guerra civil e feita a convenção de Évora Monte, José Joaquim de Sousa Reis (o Remexido), capitão miguelista tentou entregar as armas à nova autoridade liberal, mas foi perseguido assim como a sua família. Revoltado depois de terem queimado a sua casa e terem assassinado seu filho de apenas 10 anos, fugiu para as serras algarvias com centenas de outros perseguidos iniciou um extraordinário movimento de guerrilha, intensificando-se nos anos entre 1834 e 1838. Em 26 de novembro de 1836, D. Miguel no exílio, nomeia Remexido como "Governador do Reino do Algarve" e "Comandante em Chefe Interino de Todas as Tropas Realistas, Regulares e Irregulares do Exército de Operações do Sul". Foi no entanto capturado e, apesar do indulto da rainha, fuzilaram-no em Faro, no dia 2 de Agosto de 1838.
Apesar de tudo o Reino do Algarve foi formalmente dissolvido em 1834 com a extinção do posto do Governador das Armas do Reino do Algarve, tendo com a criação do distrito de Faro em 1835 sido criado o cargo de governador civil do correspondente distrito.
Apesar de tudo, na titulatura régia os reis de Portugal continuaram a usar o título de Rei dos Algarves até à abolição da Monarquia em 1910. Curiosamente, hoje em dia os Reis de Espanha também mantêm o Algarve nos reinos da sua titulatura régia.

## Lista de reis do Algarve

### Niebla / Algarve
- 1.º Muça ibne Maomé ibne Nácer ibne Mafuz, emir de Niebla (1234–1262) e emir do Algarve (1242–1262); transferiu o domínio do seu reino para Afonso X de Leão e Castela.

### Portugal
- 1.º Dom Sancho I (1189–1191)
- Dom Sancho II (de facto governa a maior parte do Algarve a partir de 1242, mas não faz uso do título)
- 2.º Dom Afonso, III de Portugal e I do Algarve "O Bolonhês" (1249–1279)
- a lista prossegue com a lista de monarcas de Portugal

### Castela / Espanha
- 1.º Afonso X de Leão e Castela (1252–1284)
- a lista prossegue com os reis de Castela e depois com os reis de Espanha (até ao reinado de Isabel II de Espanha).

## Lista de Governadores do Algarve
Lista em conformidade com vários documentos (Tavira e o seu Termo, Corografia, ou, Memória económica, estatística e topográfica do reino do Algarve). Muitos governadores serviram também como provedores da Misericórdia de Lagos, pelo menos enquanto tinham o seu palácio em Lagos.
| №                                                     | Governadores do Algarve (Nascimento–Morte)                                             | Retrato                                               | Tempo em funções                                      | Tempo em funções                                      | Notas |
| Governadores do Algarve com sede em Lagos (1573–1755) | Governadores do Algarve com sede em Lagos (1573–1755)                                  | Governadores do Algarve com sede em Lagos (1573–1755) | Governadores do Algarve com sede em Lagos (1573–1755) | Governadores do Algarve com sede em Lagos (1573–1755) | Governadores do Algarve com sede em Lagos (1573–1755)                                                                                    |
| ----------------------------------------------------- | -------------------------------------------------------------------------------------- | ----------------------------------------------------- | ----------------------------------------------------- | ----------------------------------------------------- | --- |
| 1                                                     | Diogo de Sousa (-)                                                                     |                                                       | 1573                                                  | 1578                                                  | Primeiro governador do Algarve |
| 2                                                     | Francisco da Costa (–)                                                                 |                                                       | 1578                                                  | 1580                                                  | |
| 3                                                     | Duarte de Menezes (1.ª vez) (1537–1588)                                                |                                                       | 1580                                                  | 1581                                                  | |
| 4                                                     | Martim Correia da Silva, alcaide de Tavira (–)                                         |                                                       | 1581                                                  | 1583                                                  | Da família dos Correias da Silva, alcaides de Tavira                                                                                     |
| 5                                                     | Duarte de Menezes (2.ª vez) (1537–1588)                                                |                                                       | 1583                                                  | 1584                                                  | |
|                                                       | Fernão Telles de Meneses (1530–1605)                                                   |                                                       | 1584                                                  | 1595                                                  | |
|                                                       | Rui Lourenço de Távora (1556–1616)                                                     |                                                       | 1595                                                  | 1606                                                  | |
|                                                       | Diogo de Meneses, 1º conde da Ericeira (–)                                             |                                                       | 1606                                                  | 1606                                                  | |
|                                                       | Manuel de Lencastre (–)                                                                |                                                       | 1606                                                  | 1614                                                  | |
|                                                       | João de Castro (–)                                                                     |                                                       | 1614                                                  | 1621?                                                 | |
|                                                       | Luís Tomé (filho do anterior) (–)                                                      |                                                       | 1621?                                                 | 1622?                                                 | |
|                                                       | Afonso de Noronha (–)                                                                  |                                                       | ?                                                     | 1623                                                  | |
|                                                       | Pedro Manuel, conde da Atalaia (–)                                                     |                                                       | 1623                                                  | 1624                                                  | |
|                                                       | João Furtado de Mendonça (–)                                                           |                                                       | 1624                                                  | 1630                                                  | |
|                                                       | Luís de Sousa, Conde do Prado (–)                                                      |                                                       | 1630                                                  | 1633                                                  | |
|                                                       | Gonçalo Coutinho (–)                                                                   |                                                       | 1633                                                  | 1638                                                  | |
|                                                       | Henrique Correia da Silva, alcaide de Tavira (–)                                       |                                                       | 1638                                                  | 1641                                                  | Da família dos Correias da Silva, alcaides de Tavira                                                                                     |
|                                                       | Vasco de Mascarenhas, 1º conde de Óbidos (1.ª vez) (1605–1678)                         |                                                       | 1641                                                  | 1642                                                  | Primeiro governador nomeado após a restauração                                                                                           |
|                                                       | Martim Afonso de Melo (–)                                                              |                                                       | 1642                                                  | 1646                                                  | |
|                                                       | Nuno de Mendonça, conde de Vale de Reis (1ª vez) (–)                                   |                                                       | 1646                                                  | 1646                                                  | Da família dos Mendonças, condes de Vale de Reis                                                                                         |
|                                                       | Vasco de Mascarenhas, 1º conde de Óbidos (2.ª vez) (1605–1678)                         |                                                       | 1646                                                  | 1648                                                  | |
|                                                       | Francisco de Melo (–)                                                                  |                                                       | 1648                                                  | 1651                                                  | |
|                                                       | Nuno de Mendonça, conde de Vale de Reis (2ª vez) (–)                                   |                                                       | 1651                                                  | 1658                                                  | |
|                                                       | Martim Correia da Silva, alcaide de Tavira (–)                                         |                                                       | 1658                                                  | 1663                                                  | Da família dos Correias da Silva, alcaides de Tavira                                                                                     |
|                                                       | Luís de Almeida, 1.º conde de Avintes (–)                                              |                                                       | 1663                                                  | 1667                                                  | |
|                                                       | Nuno de Mendonça, conde de Vale de Reis (3ª vez) (–)                                   |                                                       | 1667                                                  | 1671                                                  | |
|                                                       | Nuno da Cunha de Ataíde, conde de Pontével (–)                                         |                                                       | 1671                                                  | 1675                                                  | |
|                                                       | Simão Correia da Silva, Conde da Castanheira (–)                                       |                                                       | 1675                                                  | 1679                                                  | Da família dos Correias da Silva, alcaides de Tavira                                                                                     |
|                                                       | Luís da Silveira, conde de Sarzedas (–)                                                |                                                       | 1679                                                  | 1682                                                  | |
|                                                       | Francisco Luís da Gama, 2.º Marquês de Niza (–)                                        |                                                       | 1682                                                  | 1692                                                  | Conde da Vidigueira |
|                                                       | Eugénio Aires Saldanha Meneses e Sousa (–)                                             |                                                       | 1692                                                  | 1699                                                  | |
|                                                       | Fernando de Mascarenhas, 2.º Marquês de Fronteira (–)                                  |                                                       | 1699                                                  | 1701                                                  | |
|                                                       | António de Almeida, 2.º conde de Avintes (–)                                           |                                                       | 1701                                                  | 1703                                                  | |
|                                                       | João de Lencastre (–)                                                                  |                                                       | 1703                                                  | 1707                                                  | |
|                                                       | Fernando de Noronha, 8.º Conde de Monsanto (–)                                         |                                                       | 1707                                                  | 1716                                                  | |
|                                                       | Martim Afonso de Melo, 4.º Conde de S. Lourenço (–)                                    |                                                       | 1716                                                  | 1718                                                  | |
|                                                       | Belchior da Costa Rebelo (–)                                                           |                                                       | 1718                                                  | 1719                                                  | (interino) |
|                                                       | José Pereira de Lacerda, Bispo do Algarve (–)                                          |                                                       | 1718                                                  | 1720                                                  | |
|                                                       | João Xavier Teles de Meneses, Conde de Unhão (–)                                       |                                                       | 1720                                                  | 1742                                                  | |
|                                                       | Luís Peregrino de Ataíde , 10.º Conde de Atouguia (–)                                  |                                                       | 1742                                                  | 1750                                                  | |
|                                                       | Afonso de Noronha (governador do Algarve) (-)                                          |                                                       | 1750                                                  | 1754                                                  | |
| Governadores com sede em Tavira (1755–1834)           |                                                                                        |                                                       |                                                       |                                                       | |
|                                                       | Rodrigo António de Noronha e Meneses (-)                                               |                                                       | 1754                                                  | 1762                                                  | Com o terramoto, viu morrer o filho, e devido aos estragos da cidade de Lagos, e após consultar o rei, entendeu mover a sede para Tavira |
|                                                       | Henrique de Meneses, 3º Marquês do Louriçal (-)                                        |                                                       | 1762                                                  | 1765                                                  | |
|                                                       | Tomáz da Silveira e Albuquerque Mexia (-)                                              |                                                       | 1765                                                  | 1773                                                  | |
|                                                       | José Francisco da Costa e Sousa (-)                                                    |                                                       | 1773                                                  | 1782                                                  | |
|                                                       | Agostinho Jansen Moller, brigadeiro (-)                                                |                                                       | 1782                                                  | 1782                                                  | (interino) |
|                                                       | António José de Castro , 2º Conde de Resende (-)                                       |                                                       | 1782                                                  | 1786                                                  | |
|                                                       | Nuno José de Mendonça e Moura , 6º Conde de Vale de Reis (-)                           |                                                       | 1786                                                  | 1795                                                  | Da família dos Mendonças, condes de Vale de Reis                                                                                         |
|                                                       | Francisco de Melo da Cunha de Mendonça e Meneses , conde de Castro Marim, (-)          |                                                       | 1796                                                  | 1808                                                  | Mais tarde Marquês de Olhão, chefiou as tropas que se insurgiram no Algarve contra a invasão de Junot em 1808                            |
|                                                       | Francisco Gomes do Avelar, Bispo do Algarve (-)                                        |                                                       | 1808                                                  | 1816                                                  | (interino) |
|                                                       | John Austin, coronel inglês (-)                                                        |                                                       | 1816                                                  | 1817                                                  | (interino) |
|                                                       | Francisco José da Fonseca, coronel (-)                                                 |                                                       | 1817                                                  | 1820                                                  | (interino) |
|                                                       | Diocleciano Leão Cabreira, brigadeiro, depois Barão de Faro (-)                        |                                                       | 1820                                                  | 1821                                                  | (interino) |
|                                                       | Sebastião Drago Valente de Brito Cabreira, brigadeiro (-)                              |                                                       | 1821                                                  | 1823                                                  | (irmão do anterior) |
|                                                       | José Correia de Mello, brigadeiro (-)                                                  |                                                       | 1823                                                  | 1824                                                  | |
|                                                       | João de Noronha Camões de Albuquerque Sousa Moniz , Marquês de Angeja (-)              |                                                       | 1824                                                  | 1826                                                  | |
|                                                       | Conde de Alba (-)                                                                      |                                                       | 1826                                                  | 1828                                                  | |
|                                                       | Luís Inácio Xavier Palmeirim, tenente-coronel (-)                                      |                                                       | 1828                                                  | 1828                                                  | |
|                                                       | Francisco de Borja Garção Stockler, tenente-general, depois Barão de Vila da Praia (-) |                                                       | 1828                                                  | 1829                                                  | |
|                                                       | Maximiano de Brito Mouzinho, marechal de campo (-)                                     |                                                       | 1829                                                  | 1830                                                  | |
|                                                       | Conde de Santa Marta (-)                                                               |                                                       | 1830                                                  | 1830                                                  | |
|                                                       | António Vieira de Tovar de Magalhães e Albuquerque,Conde de Molelos (-)                |                                                       | 1830                                                  | 1833                                                  | |
| Governador após a Guerra Civil Portuguesa (1832-1834) |                                                                                        |                                                       |                                                       |                                                       | |
|                                                       | António Pedro de Brito Vila Lobos, 1º Barão de Cacela                                  |                                                       | 1834                                                  | 1835                                                  | Único governador nomeado após a vitória dos liberais, cargo extinto após as reformas                                                     |
|                                                       | José Joaquim de Sousa Reis, marechal de campo (-)                                      |                                                       | 1834                                                  | 1838                                                  | Apenas em título, nomeado pelo deposto rei Miguel I no exílio                                                                            |

## Brasões de armas municipais do Algarve

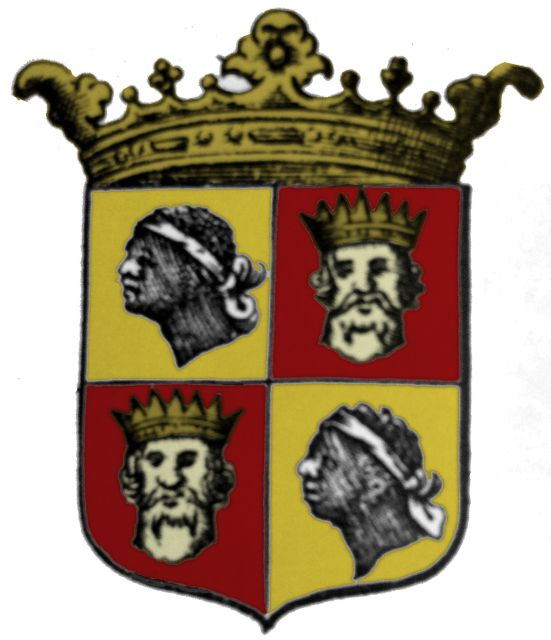
Brasão das Armas do Reino do Algarve (in Atlas Contractus, de 1667)

Em recordação do antigo estatuto de reino, a maior parte dos actuais brasões municipais (e, igualmente, de algumas freguesias) do Algarve têm como elementos principais a cabeça do rei mouro e do rei cristão que ornamentavam o antigo (e putativo) brasão de armas do reino do Algarve. A par da representação do açor nos brasões dos Açores e de uma estrela nos municípios da Serra da Estrela, esta é uma das poucas regiões naturais do país que faz uso de um símbolo heráldico distintivo, ao qual apenas os municípios de Faro, Lagos e Olhão escapam.